# DEMKO
DEMKO − Danmarks Elektriske Materiel Kontrol − er en tidligere dansk virksomhed fra 1928, oprindelig ejet af Danske Elværkers Forening, fra 1964 af den danske stat. 1996 blev DEMKO solgt til det amerikanske UL - Underwriters Laboratories og skiftede navn til UL International Demko A/S.
Det var og er stadig DEMKO's opgave at afprøve og certificere elektrisk materiel. Det pågældende produkt får et D-mærke, der viser at det er elektrisk sikkert.